# Эрам (сад)
Сад Эрам (перс. باغ ارم‎ — «Баг-е Эрам») — декоративный персидский сад в Ширазе (Иран). Современный вид приобрёл в XIX веке, но инфраструктура, по-видимому, заложена в XVIII веке, когда этот объект описывался европейскими путешественниками как «Сад шаха». Сад Эрам является частью объекта Всемирного наследия ЮНЕСКО, известного под общим названием «Персидские сады».

## Географическое положение
Сад Эрам расположен в городе Ширазе, на северном берегу реки Кушк. Его название восходит к легендарному саду в Аравии, известному как «Рай (Ирам), украшенный колоннами». Современный вид сад Эрам и строения в нём обрели в XIX веке, когда им владел кашкайский ильхан. Однако предположительно четырёхчастная структура сада, характерная для персидских садов, с центральным бассейном и четырьмя каналами существовала и в более ранний период, поскольку европейцы, посещавшие Шираз в XVIII веке, в том числе Корнелис де Брюйн, оставили описания расположенного там «Сада шаха».
Сад Эрам имеет прямоугольную форму, вытянутую с запада на восток. Общая площадь сада составляет 110 380 м². Вдоль длинной северной границы сада в настоящее время проходит бульвар Эрам, а вдоль короткой — западной бульвар Данешджу; две оставшихся стороны соседствуют с другими садами и жилыми домами. Земли сада расположены под уклоном с запада на восток.

## Архитектура

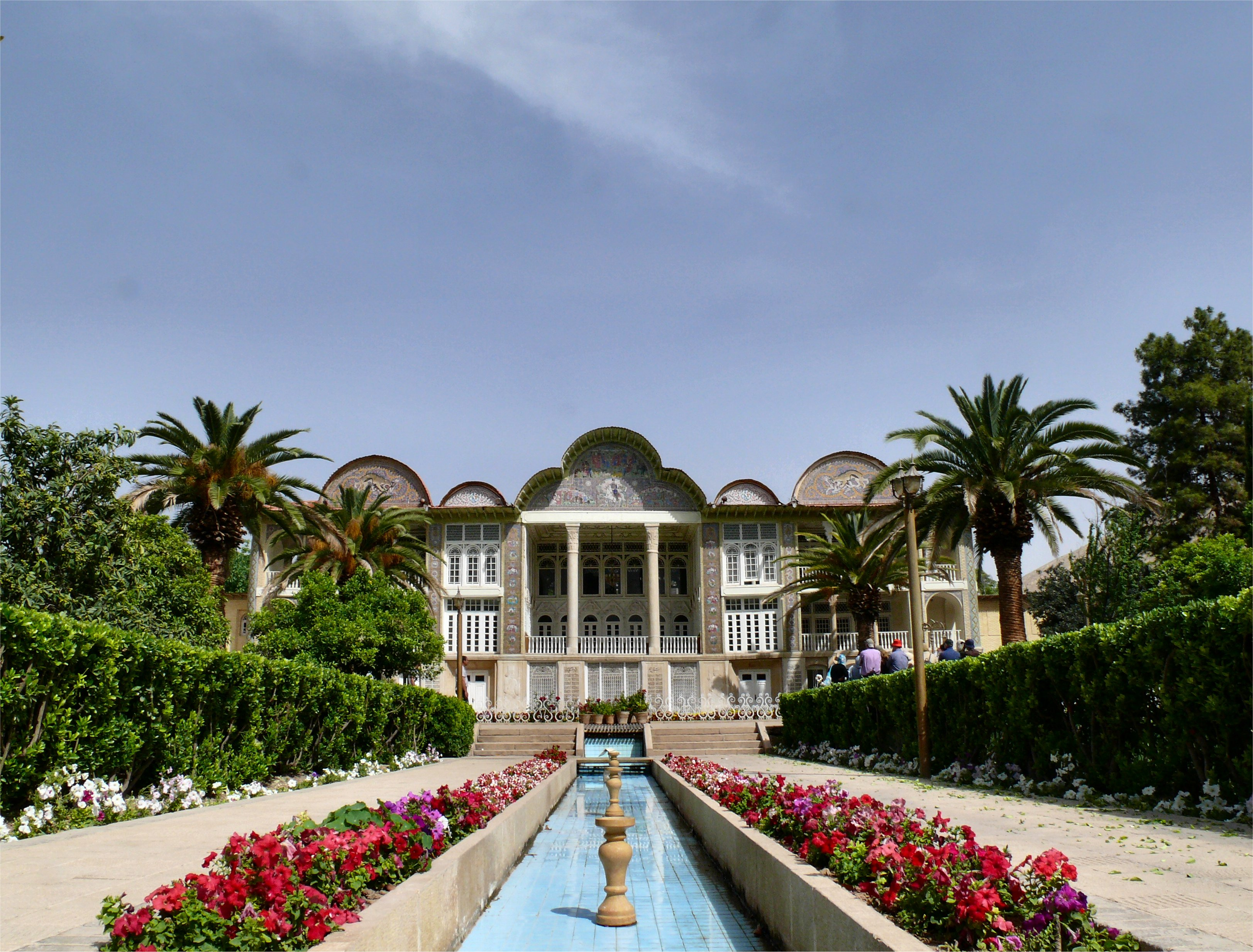
Павильон в саду Эрам

Основное здание сада Эрам — трёхэтажный павильон, построенный в середине правления династии Каджаров. Павильон расположен в верхней западной части сада и обращён фасадом на восток. Павильон, содержащий 30 комнат, построен местным архитектором Хаджи Мохаммадом Хасаном. Убранство комнат включает декоративные плитки со строками из произведений Хафиза Ширази. В павильоне после его реконструкции в 1960-е годы располагался Институт Азии Университета Пехлеви.
За главным павильоном в западной части сада располагается андаруни (или сераль) — внутренний дом на пять комнат с закрытым двориком. К южной части андаруни пристроено ещё одно здание, в прошлом служившее хаммамом — парной баней. При династии Пехлеви это здание было переделано под караульное помещение, а позже, когда сад Эрам был передан Ширазскому университету (бывший Университет Пехлеви) и в андаруни разместился юридический факультет, бывшая баня стала библиотекой.
Архитектурный ансамбль сада Эрам включает также парадные ворота, расположенные с его северной и восточной стороны. Две арки на северной стороне сада представляют собой изысканные кирпичные конструкции со сложной структурой кладки, украшенные мозаиками из кирпича и глазированных плиток. В эпоху Каджаров эти ворота составляли часть стены, окружающей сад; позже, однако, стена была сломана и заменена на решётку, через которую прохожие на бульваре Эрам могут любоваться садом.

## Растительность и водная система
В саду Эрам
Выбор растений для сада был, вероятно, обусловлен его нахождением в жаркой и сухой местности; поэтому деревья выбирались с таким расчётом, чтобы создать плотную тень, защищающую от жары. Также были подобраны цветы, помимо эстетической, имеющие и лекарственную ценность. В саду можно найти как фруктовые деревья (гранат, мушмулу, померанец, хурму, орех, абрикос, миндаль, яблоню, айву и грушу), так и деревья, не приносящие съедобных плодов (сосны, кедры, клёны, иудино дерево, ивы, эвкалипты, рябину и белый тополь). В число последних входит и самый высокий в Ширазе кедр (высота ствола около 35 м). В западной и северо-западной части сада разбиты розарии, где представлено около 300 сортов роз. В оранжереях сада выращиваются бегонии, бугенвиллеи, цинерарии, коммелины, Asparagus aethiopicus и Asparagus setaceus; в открытом саду также широко представлены декоративные кустарники с красивыми цветами и листьями, луковичные цветы и вьющиеся растения.
В прошлом сад Эрам получал воду из большого канала Нар-э-Аазам, забирая 20 % его общего водооборота. Однако в дальнейшем было налажено орошение сада за счёт воды из нескольких колодцев, вырытых на его территории. К клумбам и цветам вода подводится по трубам с помощью насосов. Вдоль главных аллей сада, пересекающихся под прямым углом, проложены каналы с проточной водой, символизирующие четыре райских реки. Перед центральным павильоном расположен бассейн четырёхугольной формы, его площадь составляет 335 м². Помимо этого, в годы правления династии Пехлеви, когда территория сада была расширена, в его северо-западной части были вырыты ещё три водоёма.